# 无限危机 (游戏)
《无限危机》是以美国漫画商DC漫画旗下的同名漫画为背景的一款多人在线竞技游戏（MOBA），由Turbine开发。于2015年3月在Steam平台上架。该游戏讲述三个平行世界的故事，玩家在游戏中操控DC漫画中的超级英雄以及反派角色进行对战。2015年6月，开发商在Steam页面贴出公告称该作将于2015年8月14日关服。